# T. Alan Broughton
Thomas Alan Broughton (* 9. Juni 1936 in Bryn Mawr, Pennsylvania; † 17. Mai 2013 in Chittenden County, Vermont) war ein US-amerikanischer Dichter und Romanautor.

## Leben
Er besuchte die Harvard-Universität, die Exeter Academy und die Juilliard School of Music. Von 1966 bis 2001 unterrichtete er kreatives Schreiben an der Universität von Vermont.
Er war der Sohn des Altertumswissenschaftlers Thomas Robert Shannon Broughton.

## Werke (Auswahl)
- In the Face of Descent, ISBN 0-915604-02-7
- Dreams Before Sleep, ISBN 0-915604-69-8
- In the Country of Elegies, ISBN 0-88748-198-1
- The Origin of Green, ISBN 0-88748-338-0
- Suicidal Tendencies, ISBN 1-885635-05-2